# Прескотт, Уильям
Уильям Прескотт (англ. William Prescott; 20 февраля 1726, Гротон, Массачусетс — 13 октября 1795, Пепперелл, Массачусетс) — американский военный, полковник массачусетского ополчения во время Войны за независимость, известный в основном как участник сражения при Банкер-Хилле. Прескотт — один из тех лиц, с которыми связывают приказ солдатам, отданный в форме: «Не стреляйте до тех пор, пока не увидите белки их глаз» для того, чтобы подпустить врага на короткое расстояние и, следовательно, стрелять более тщательно и смертоносно, сберегая ограниченный запас боеприпасов.

## Биография

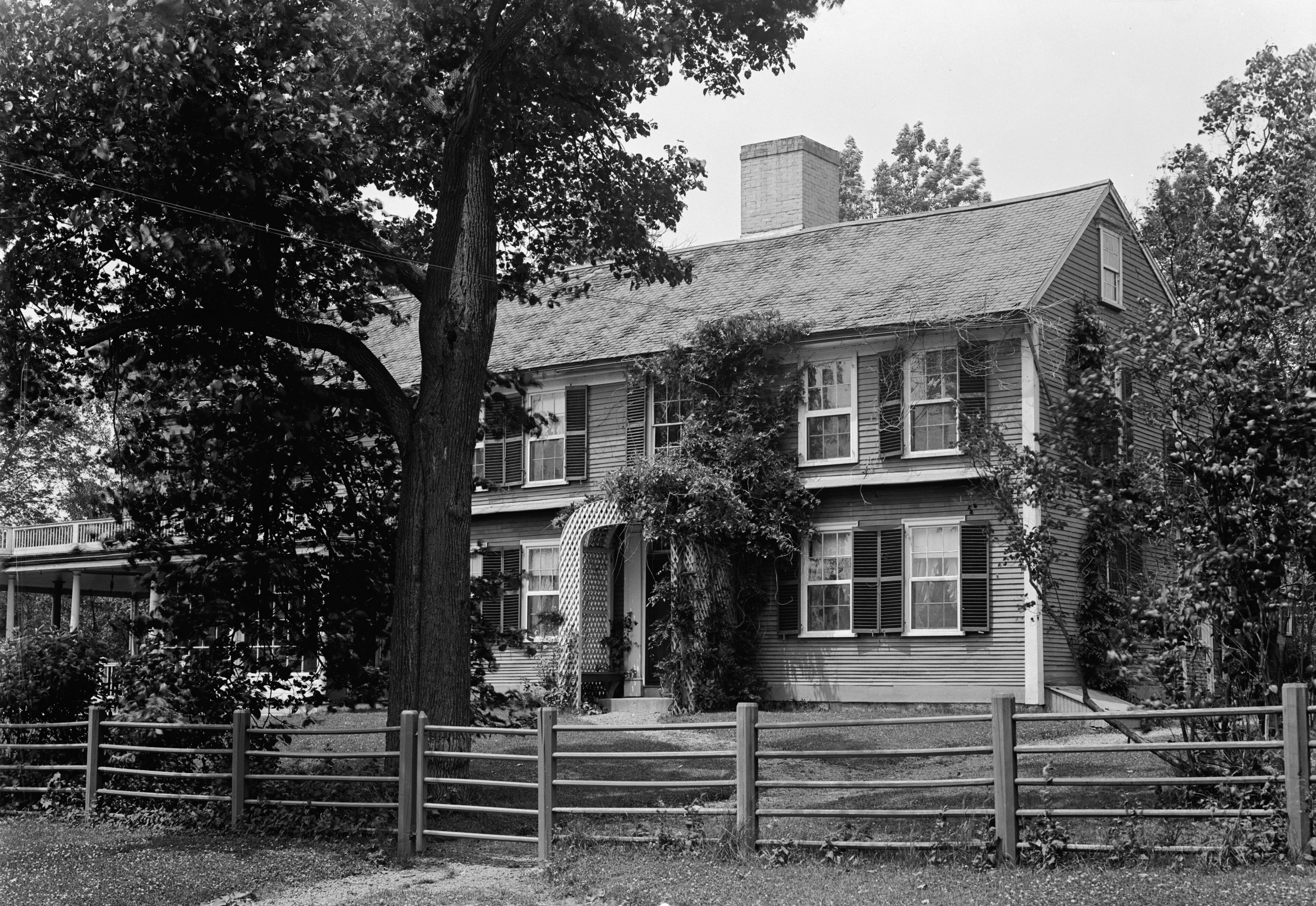
Дом Прескотта в Пепперелле.

Прескотт родился в массачусетском городе Гротон, в семье Бенджамина Прескотта (1696—1738) и Эбигейл Оливер Прескотт (1697—1765). 13 апреля 1758 года он женился на Эбигейл Хейл (1733—1821) и у них родился единственный сын, также названный Уильямом. В 1762 году Прескотту принадлежал дом в Пепперелле, Массачусетс, на улице Прескотт.
Прескотт служил в провинциальной милиции во время войны короля Георга и участвовал в осаде Луисберга. Он служил под началом Уильяма Пепперрелла. Возможно, он сыграл некоторую роль в том, чтобы город Пепперелл, Массачусетс, был назван в честь его командира, когда город был отделен от Гротона в 1753 году. В 1755 году во время эскалации франко-индейской войны он участвовал в осаде форта Босэжур. Он также отклонил предложение присоединиться к британской королевской армии в ходе этой войны.

## Война за независимость

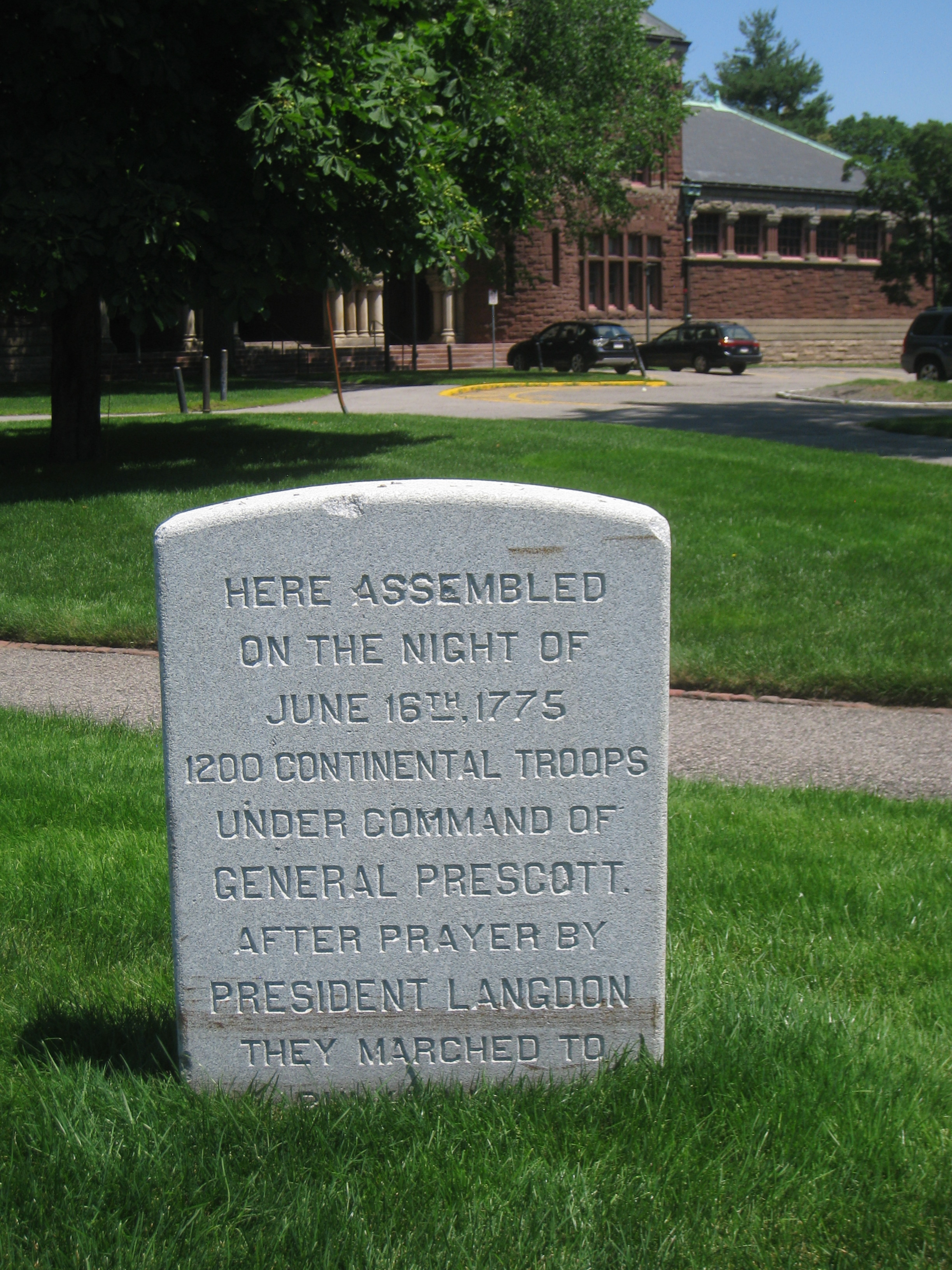
Мемориальная стела на кэмбриджском поле

В 1774 году в Массачусетсе начали формироваться части ополчения, и Прескотт был назначен полковником Пеппереллской роты. Вечером 18 апреля 1775 года в окрестностях Бостона была поднята тревога - стало известно, что британские войска готовят рейд на Конкорд. Ночью Пол Ривер прибыл в Лексингтон и оттуда разослал гонцов по прилегающим городам. Новости достигли Пепперелла около 10 часов утра 19 апреля. Прескотт немедленно предупредил роты Пепперелла, Холлиса и Гротона, и эти роты направились к Конкорду. Они прибыли поздно, и не успели принять участия в Сражениях при Лексингтоне и Конкорде. Прескотт повёл их к Бостону, где они присоединились к осаде города. Рота Прескотта встала в Роксбери, перекрывая выход с Бостонского перешейка.
Когда американские военные командиры узнали о британских планах захвата Дорчестерских высот и города Чарльзтауна на Чарльзтаунском полуострова, Прескотту поручили (в ночь на 16 июня) возглавить отряд 1200 человек, отправиться на полуостров, и возвести укрепления на высотах. Прескотт собрал отряд на общинном поле в Кэмбридже и оттуда повёл его на полуостров. Отряд прибыл на полуостров, и после совещания офицеры пришли к решению построить земляной редут на высоте Бридс-Хилл. Утром англичане заметили укрепление на высоте и стали готовиться к атаке. Генерал Гейдж приказал обстрелять высоту из орудий. Прекскотт приказал продолжать работы, несмотря на обстрел, и сам руководил строительством, стоят на бруствере редуте. В этот момент генерал Гейдж увидел его в подзорную трубу. Он спросил лоялиста Уилларда из Ланкастера, знает ли он этого человека. «Да, он мой шурин», ответил Уиллард. «Готов ли он сражаться?», спросил Гейдж. «Не знаю, как его люди, - ответил Уиллард, - но Прескотт будет драться с вами до ворот ада».  
Днём отряд Прескотта занимал центр американской позиции на Бридс-Хилл. В 15:00 британская армия пошла в атаку, началось сражение при Банкер-Хилле. Предположительно, именно Прескотт (Или Исраэль Патнам) отдал приказ: «Не стреляйте, пока не увидите белки их глаз!» (Don't fire until you see the whites of their eyes или Don't fire until I tell you; don't fire until you see the whites of their eyes.). Во время первой атаки люди Прескотта открыли огонь с дистанции 60 метров, во время второй - с дистанции 30 метров. 
Когда британцы предприняли третью атаку, его люди были почти без боеприпасов; после первого залпа он приказал оставить редут. Он был одним из последних, кто ушел с редута, парируя штыковые удары своей церемониальной саблей. В то время как британцы успешно захватили Банкер-Хилл, слабо вооруженные колониальные силы наносили врагу значительные потери, и британцы не смогли развить свою победу; Прескотт общепризнанно играл ключевую роль в битве, сохраняя относительно плохо обученную милицию под своим командованием хорошо дисциплинированной.
Второй континентальный конгресс создал континентальную армию и поручил Джорджу Вашингтону принять командование над силами, осаждавшими Бостон. Прескотт получил звание полковника и под своё командование 7-й континентальный полк.

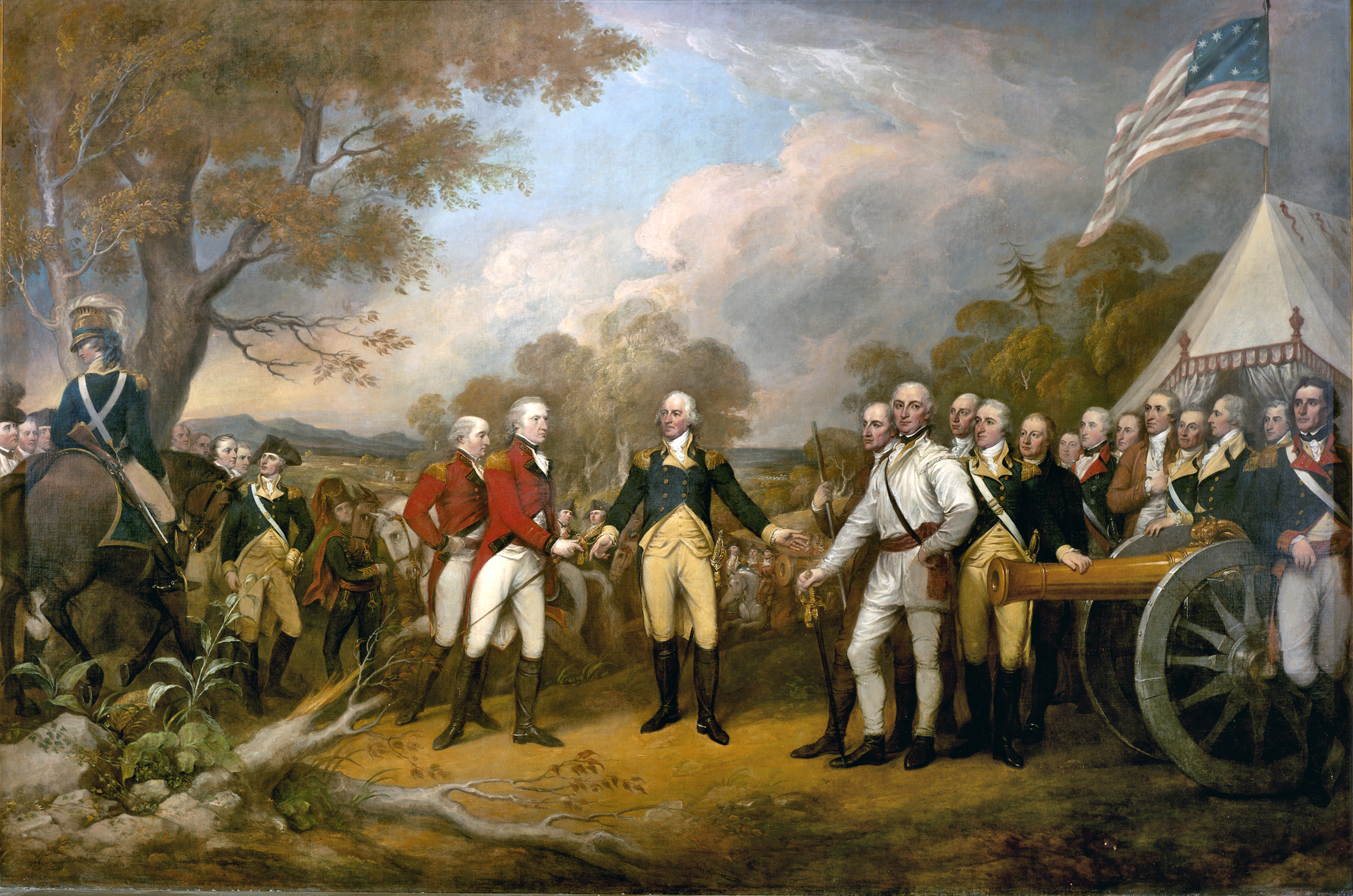
Капитуляция генерала Бургойна (Прескотт стоит справа от центра, одетый во все коричневое, как раз позади капитана Моргана в белом костюме

В 1776 году полк защищал Нью-Йорк. После того, как он по окончании кампании, передал командование над полком, вполне вероятно, что он участвовал в каком-то качестве в кампании у Саратоги в 1777 году, за что он был изображен на картине Джона Трамбулла «Капитуляция генерала Бургона при Саратоге»[1][2], которая висит в ротонде здания Капитолия США. Его уход с военной службы, возможно, связан с травмами, полученными в результате несчастного случая на его ферме.

## Последующие годы
Прескотт служил в Массачусетском генеральном суде в последующие годы и в милиции, созванной для подавления восстания под руководством Даниела Шейса (Shays' Rebellion) в 1786 году. Умер Прескотт в 1795 г.

## Наследство
Его внук Вильям Прескотт (William H. Prescott) был известным историком и писателем, который женился на внучке капитана Джона Линзи (Captain John Linzee), капитана HMS Falcon, одного из британских кораблей, обстреливавших Банкер Хилл.
Бывший город Прескотт, Массачусетс, был назван в его честь. В 1938 году город был закрыт в связи со строительством Кваббин резервуара, самого большого водохранилища в Массачусетсе. Образовавшийся полуостров Прескотта делит резервуар на две его основные части.
Образ Прескотта был воплощен в статуе для мемориала Битвы при Банкер-Хилле.
Прескотт как персонаж упоминается в научно-фантастическом романе Томаса Гамильтона (Thomas Wm. Hamilton) «Время для патриотов» (Time for Patriots), ISBN 978-1-60693-224-7.